# Crítica da Razão Pura
A Crítica da Razão Pura (em alemão, Kritik der reinen Vernunft) é a principal obra de teoria do conhecimento do filósofo Immanuel Kant, cuja primeira edição é de 1781, com alterações substanciais feitas pelo autor em determinadas seções para a segunda edição, publicada em 1787. A obra é considerada como um dos mais influentes trabalhos na história da filosofia, e dá início ao chamado idealismo alemão. Kant escreveu a CRP como a primeira de três "Críticas", seguida pela Crítica da Razão Prática (1788) e a Crítica do Juízo (1790).

## Prefácio
No prefácio à primeira edição Kant explicita o que ele quer dizer por crítica da razão pura: "Eu entendo aqui, contudo, não uma crítica dos livros e sistemas, mas sim da faculdade da razão em geral, com vistas a todos os conhecimentos que ela pode tentar atingir independentemente de toda a experiência" (A XII).
Neste livro Kant tenta responder a primeira das três questões fundamentais da filosofia: "Que podemos saber? Que devemos fazer? Que nos é lícito esperar?"
Ele distingue duas formas de saber: O conhecimento empírico, que tem a ver com as percepções dos sentidos, isto é, posteriores à experiência. E o conhecimento puro, aquele que não depende dos sentidos, independente da experiência, ou seja, a priori, universal, e necessário. O conhecimento verdadeiro só é possível pela conjunção entre matéria, proveniente dos sentidos, e forma, que são as categorias do entendimento. 

## Sinopse
No começo do livro Kant esclarece a diferença, fundamental para seu sistema, entre os "juízos sintéticos" e "juízos analíticos", sendo o primeiro aquele que, através da junção de informações distintas chega a uma nova informação. O segundo refere-se a dividir um mesmo objeto em seus constituintes, de modo que suas partes se tornem mais claras, mas que nada mais surja, a não ser aquilo que previamente já estava contido no próprio objeto. Com relação aos "juízos sintéticos" e "analíticos" a posteriori, Kant não coloca qualquer problema. Mas afirma que os pensamentos filosóficos correntes se utilizavam de "juízos analíticos" a priori, isto é, apenas andavam em círculos sobre algum conhecimento, reproduzindo-o com palavras diferentes, chegando a conclusões que em nada diferiam daquilo que já estava contido no primeiro pensamento, sem produzir, assim, qualquer novo conhecimento a respeito das questões sobre as quais eram formuladas. Porém o que chamou a atenção de Kant foi a possibilidade de juízos a priori na matemática e na física proporcionarem conhecimento novo, diferente dos sofismas redundantes filosóficos. Assim, Kant percebeu que estas duas ciências eram capazes de elaborar "juízos sintéticos" a priori, por tratarem justamente das leis que regem o conhecimento, dispensando, assim, qualquer experiência para validar seus achados. A partir daí Kant se pergunta se é possível realizar também juízos sintéticos a priori na metafísica, que estava enfraquecida pela obscuridão dos idealistas e praticamente destruída pela perspicácia dos empiristas.
Kant principia sua reflexão crítica já na dissertação de 1770, mas, após 11 anos de silêncio bibliográfico, ele lança a Crítica da Razão Pura, contendo uma reflexão sobre a possibilidade de todo conhecimento, dando uma resposta aos empiristas, especialmente David Hume, que foi uma de suas inspirações (Kant disse "Hume me acordou dos meu profundo sono dogmático"), e aos racionalistas alemães, Leibniz e Wolff.
Kant aceita a premissa de que todo conhecimento humano começa a partir da experiência, mas destaca que os empiristas, particularmente Locke, negligenciaram o papel da atividade do entendimento para a origem do conhecimento.
Assim, Kant mostra ao longo de sua crítica quais são as condições para qualquer experiência possível, na "Estética Transcendental", analisando quais são as condições a priori para que um dado fenômeno possa ser dado na intuição, chegando às condições de "espaço", para as intuições externas, e "espaço" e "tempo" para as intuições internas.
Após a Estética, Kant prossegue para a análise da forma pela qual aquilo que é dado na experiência é organizado em relações que constituem conhecimento. Estas são as categorias do entendimento, determinadas pela razão pura e que, sendo preenchidas pela matéria proveniente da experiência, podem formar um conhecimento. Ambas as análises são feitas na chamada "Analítica Transcendental".
Em seguida ele parte para a "Dialética Transcendental", parte do livro na qual ele usa esse pensamento elaborado na analítica para mostrar erros de raciocínio impregnados no modo de pensar filosófico de então.

## Visão geral da estrutura da "Crítica da Razão Pura"
| Dedicatória                                        | |                                                                    |                                                                                | |                                                                                                 |                                                                                                 |                                                                                                 |                                                                                                 |                                                                                                 |                                                                                                 |                                                                                                 |                                                         |
| Prefácio à 2ª edição                               | |                                                                    |                                                                                | |                                                                                                 |                                                                                                 |                                                                                                 |                                                                                                 |                                                                                                 |                                                                                                 |                                                                                                 |                                                         |
| Introdução (B1-29)                                 | I. Da distinção entre conhecimento puro e empírico (B1-3)                                                                             | I. Da distinção entre conhecimento puro e empírico (B1-3)          | I. Da distinção entre conhecimento puro e empírico (B1-3)                      | I. Da distinção entre conhecimento puro e empírico (B1-3) | I. Da distinção entre conhecimento puro e empírico (B1-3)                                       | I. Da distinção entre conhecimento puro e empírico (B1-3)                                       | I. Da distinção entre conhecimento puro e empírico (B1-3)                                       | I. Da distinção entre conhecimento puro e empírico (B1-3)                                       | I. Da distinção entre conhecimento puro e empírico (B1-3)                                       | I. Da distinção entre conhecimento puro e empírico (B1-3)                                       | I. Da distinção entre conhecimento puro e empírico (B1-3)                                       |                                                         |
| Introdução (B1-29)                                 | II. Somos possuidores de certos conhecimentos a priori e mesmo o entendimento comum jamais está desprovido deles (B3-6)               |                                                                    |                                                                                | |                                                                                                 |                                                                                                 |                                                                                                 |                                                                                                 |                                                                                                 |                                                                                                 |                                                                                                 |                                                         |
| Introdução (B1-29)                                 | III. A filosofia precisa de uma ciência que determine a possibilidade, os princípios e o âmbito de todo conhecimento a priori (B6-10) |                                                                    |                                                                                | |                                                                                                 |                                                                                                 |                                                                                                 |                                                                                                 |                                                                                                 |                                                                                                 |                                                                                                 |                                                         |
| Introdução (B1-29)                                 | IV. Da distinção entre juízos analíticos e sintéticos (B10-4)                                                                         |                                                                    |                                                                                | |                                                                                                 |                                                                                                 |                                                                                                 |                                                                                                 |                                                                                                 |                                                                                                 |                                                                                                 |                                                         |
| Introdução (B1-29)                                 | V. Em todas as ciências teóricas da razão estão contidos, como princípios, juízos sintéticos a priori (B14-8)                         |                                                                    |                                                                                | |                                                                                                 |                                                                                                 |                                                                                                 |                                                                                                 |                                                                                                 |                                                                                                 |                                                                                                 |                                                         |
| Introdução (B1-29)                                 | VI. Problema geral da razão pura (B19-24)                                                                                             |                                                                    |                                                                                | |                                                                                                 |                                                                                                 |                                                                                                 |                                                                                                 |                                                                                                 |                                                                                                 |                                                                                                 |                                                         |
| Introdução (B1-29)                                 | VII. Ideia e divisão de uma ciência especial sob o nome de uma Crítica da razão pura (B24-9)                                          |                                                                    |                                                                                | |                                                                                                 |                                                                                                 |                                                                                                 |                                                                                                 |                                                                                                 |                                                                                                 |                                                                                                 |                                                         |
| I. Doutrina Transcendental dos Elementos (B31-732) | Parte Primeira. Estética Transcendental (B33-72)                                                                                      | 1. Seção: do Espaço (B37-45)                                       | 1. Seção: do Espaço (B37-45)                                                   | 1. Seção: do Espaço (B37-45) | 1. Seção: do Espaço (B37-45)                                                                    | 1. Seção: do Espaço (B37-45)                                                                    | 1. Seção: do Espaço (B37-45)                                                                    | 1. Seção: do Espaço (B37-45)                                                                    | 1. Seção: do Espaço (B37-45)                                                                    | 1. Seção: do Espaço (B37-45)                                                                    | 1. Seção: do Espaço (B37-45)                                                                    | 1. Seção: do Espaço (B37-45)                            |
| I. Doutrina Transcendental dos Elementos (B31-732) | Parte Primeira. Estética Transcendental (B33-72)                                                                                      | 2. Seção: do Tempo (B46-58)                                        |                                                                                | |                                                                                                 |                                                                                                 |                                                                                                 |                                                                                                 |                                                                                                 |                                                                                                 |                                                                                                 |                                                         |
| I. Doutrina Transcendental dos Elementos (B31-732) | Parte Primeira. Estética Transcendental (B33-72)                                                                                      | Considerações gerais sobre a Estética Transcendental (B59-72)      |                                                                                | |                                                                                                 |                                                                                                 |                                                                                                 |                                                                                                 |                                                                                                 |                                                                                                 |                                                                                                 |                                                         |
| I. Doutrina Transcendental dos Elementos (B31-732) | Parte Primeira. Estética Transcendental (B33-72)                                                                                      | Conclusão da estética transcendental (B72)                         |                                                                                | |                                                                                                 |                                                                                                 |                                                                                                 |                                                                                                 |                                                                                                 |                                                                                                 |                                                                                                 |                                                         |
| I. Doutrina Transcendental dos Elementos (B31-732) | Parte Segunda. Lógica Transcendental (B74-349)                                                                                        | Introdução. Ideia de uma lógica transcendental (B74-88)            | Introdução. Ideia de uma lógica transcendental (B74-88)                        | Introdução. Ideia de uma lógica transcendental (B74-88) | Introdução. Ideia de uma lógica transcendental (B74-88)                                         | Introdução. Ideia de uma lógica transcendental (B74-88)                                         | Introdução. Ideia de uma lógica transcendental (B74-88)                                         | Introdução. Ideia de uma lógica transcendental (B74-88)                                         | Introdução. Ideia de uma lógica transcendental (B74-88)                                         | Introdução. Ideia de uma lógica transcendental (B74-88)                                         | Introdução. Ideia de uma lógica transcendental (B74-88)                                         | Introdução. Ideia de uma lógica transcendental (B74-88) |
| I. Doutrina Transcendental dos Elementos (B31-732) | Parte Segunda. Lógica Transcendental (B74-349)                                                                                        | Divisão Primeira. Analítica transcendental (B89-349)               | Livro Primeiro. Analítica dos conceitos (B90-169)                              | CAP. I. Do fio condutor para a descoberta de todos os conceitos puros do entendimento (B91-116)                                                                                                | CAP. I. Do fio condutor para a descoberta de todos os conceitos puros do entendimento (B91-116) | CAP. I. Do fio condutor para a descoberta de todos os conceitos puros do entendimento (B91-116) | CAP. I. Do fio condutor para a descoberta de todos os conceitos puros do entendimento (B91-116) | CAP. I. Do fio condutor para a descoberta de todos os conceitos puros do entendimento (B91-116) | CAP. I. Do fio condutor para a descoberta de todos os conceitos puros do entendimento (B91-116) | CAP. I. Do fio condutor para a descoberta de todos os conceitos puros do entendimento (B91-116) | CAP. I. Do fio condutor para a descoberta de todos os conceitos puros do entendimento (B91-116) |                                                         |
| I. Doutrina Transcendental dos Elementos (B31-732) | Parte Segunda. Lógica Transcendental (B74-349)                                                                                        | Divisão Primeira. Analítica transcendental (B89-349)               | Livro Primeiro. Analítica dos conceitos (B90-169)                              | CAP. II. Da dedução dos conceitos puros do entendimento (B116-69) |                                                                                                 |                                                                                                 |                                                                                                 |                                                                                                 |                                                                                                 |                                                                                                 |                                                                                                 |                                                         |
| I. Doutrina Transcendental dos Elementos (B31-732) | Parte Segunda. Lógica Transcendental (B74-349)                                                                                        | Divisão Primeira. Analítica transcendental (B89-349)               | Livro Segundo. Analítica dos princípios (B169-349)                             | Introdução. Da capacidade transcendental de julgar em geral (B171-5) | Introdução. Da capacidade transcendental de julgar em geral (B171-5)                            | Introdução. Da capacidade transcendental de julgar em geral (B171-5)                            | Introdução. Da capacidade transcendental de julgar em geral (B171-5)                            | Introdução. Da capacidade transcendental de julgar em geral (B171-5)                            | Introdução. Da capacidade transcendental de julgar em geral (B171-5)                            | Introdução. Da capacidade transcendental de julgar em geral (B171-5)                            | Introdução. Da capacidade transcendental de julgar em geral (B171-5)                            |                                                         |
| I. Doutrina Transcendental dos Elementos (B31-732) | Parte Segunda. Lógica Transcendental (B74-349)                                                                                        | Divisão Primeira. Analítica transcendental (B89-349)               | Livro Segundo. Analítica dos princípios (B169-349)                             | CAP. I. Do esquematismo dos conceitos puros do entendimento (B176-87) |                                                                                                 |                                                                                                 |                                                                                                 |                                                                                                 |                                                                                                 |                                                                                                 |                                                                                                 |                                                         |
| I. Doutrina Transcendental dos Elementos (B31-732) | Parte Segunda. Lógica Transcendental (B74-349)                                                                                        | Divisão Primeira. Analítica transcendental (B89-349)               | Livro Segundo. Analítica dos princípios (B169-349)                             | CAP. II. Sistema de todos os princípios do entendimento puro (B187-294): Axiomas da intuição, Antecipações da percepção, Analogias da experiência, Postulados do pensamento empírico em geral. |                                                                                                 |                                                                                                 |                                                                                                 |                                                                                                 |                                                                                                 |                                                                                                 |                                                                                                 |                                                         |
| I. Doutrina Transcendental dos Elementos (B31-732) | Parte Segunda. Lógica Transcendental (B74-349)                                                                                        | Divisão Primeira. Analítica transcendental (B89-349)               | Livro Segundo. Analítica dos princípios (B169-349)                             | CAP. III. Do fundamento da distinção de todos os objetos em geral em phaenomena e noumena (B294-324)                                                                                           |                                                                                                 |                                                                                                 |                                                                                                 |                                                                                                 |                                                                                                 |                                                                                                 |                                                                                                 |                                                         |
| I. Doutrina Transcendental dos Elementos (B31-732) | Parte Segunda. Lógica Transcendental (B74-349)                                                                                        | Divisão Primeira. Analítica transcendental (B89-349)               | Livro Segundo. Analítica dos princípios (B169-349)                             | Nota à anfibiologia dos conceitos de reflexão (B324-49) |                                                                                                 |                                                                                                 |                                                                                                 |                                                                                                 |                                                                                                 |                                                                                                 |                                                                                                 |                                                         |
| I. Doutrina Transcendental dos Elementos (B31-732) | Parte Segunda. Lógica Transcendental (B74-349)                                                                                        | Divisão Segunda. Dialética transcendental (B349-732)               |                                                                                | |                                                                                                 |                                                                                                 |                                                                                                 |                                                                                                 |                                                                                                 |                                                                                                 |                                                                                                 |                                                         |
| I. Doutrina Transcendental dos Elementos (B31-732) | Parte Segunda. Lógica Transcendental (B74-349)                                                                                        | Introdução (B349-66)                                               | I. Da ilusão transcendental (B349-55)                                          | I. Da ilusão transcendental (B349-55) | I. Da ilusão transcendental (B349-55)                                                           | I. Da ilusão transcendental (B349-55)                                                           | I. Da ilusão transcendental (B349-55)                                                           | I. Da ilusão transcendental (B349-55)                                                           | I. Da ilusão transcendental (B349-55)                                                           | I. Da ilusão transcendental (B349-55)                                                           |                                                                                                 |                                                         |
| I. Doutrina Transcendental dos Elementos (B31-732) | Parte Segunda. Lógica Transcendental (B74-349)                                                                                        | Introdução (B349-66)                                               | II. Da razão pura como sede da ilusão transcendental (B355-66)                 | |                                                                                                 |                                                                                                 |                                                                                                 |                                                                                                 |                                                                                                 |                                                                                                 |                                                                                                 |                                                         |
| I. Doutrina Transcendental dos Elementos (B31-732) | Parte Segunda. Lógica Transcendental (B74-349)                                                                                        | Livro Primeiro. Dos conceitos da razão pura (B366-96)              |                                                                                | |                                                                                                 |                                                                                                 |                                                                                                 |                                                                                                 |                                                                                                 |                                                                                                 |                                                                                                 |                                                         |
| I. Doutrina Transcendental dos Elementos (B31-732) | Parte Segunda. Lógica Transcendental (B74-349)                                                                                        | Livro Segundo. Das inferências dialéticas da razão pura (B396-732) | CAP. I. Dos paralogismos da razão pura (B399-428), sobre a psicologia racional | CAP. I. Dos paralogismos da razão pura (B399-428), sobre a psicologia racional | CAP. I. Dos paralogismos da razão pura (B399-428), sobre a psicologia racional                  | CAP. I. Dos paralogismos da razão pura (B399-428), sobre a psicologia racional                  | CAP. I. Dos paralogismos da razão pura (B399-428), sobre a psicologia racional                  | CAP. I. Dos paralogismos da razão pura (B399-428), sobre a psicologia racional                  | CAP. I. Dos paralogismos da razão pura (B399-428), sobre a psicologia racional                  | CAP. I. Dos paralogismos da razão pura (B399-428), sobre a psicologia racional                  |                                                                                                 |                                                         |
| I. Doutrina Transcendental dos Elementos (B31-732) | Parte Segunda. Lógica Transcendental (B74-349)                                                                                        | Livro Segundo. Das inferências dialéticas da razão pura (B396-732) | Nota geral sobre a transição da psicologia racional à cosmologia (B428-32)     | |                                                                                                 |                                                                                                 |                                                                                                 |                                                                                                 |                                                                                                 |                                                                                                 |                                                                                                 |                                                         |
| I. Doutrina Transcendental dos Elementos (B31-732) | Parte Segunda. Lógica Transcendental (B74-349)                                                                                        | Livro Segundo. Das inferências dialéticas da razão pura (B396-732) | CAP. II. A antinomia da razão pura (B432-595), sobre a cosmologia racional     | |                                                                                                 |                                                                                                 |                                                                                                 |                                                                                                 |                                                                                                 |                                                                                                 |                                                                                                 |                                                         |
| I. Doutrina Transcendental dos Elementos (B31-732) | Parte Segunda. Lógica Transcendental (B74-349)                                                                                        | Livro Segundo. Das inferências dialéticas da razão pura (B396-732) | CAP. III. O ideal da razão pura (B595-670), sobre a teologia racional          | |                                                                                                 |                                                                                                 |                                                                                                 |                                                                                                 |                                                                                                 |                                                                                                 |                                                                                                 |                                                         |
| I. Doutrina Transcendental dos Elementos (B31-732) | Parte Segunda. Lógica Transcendental (B74-349)                                                                                        | Apêndice à dialética transcendental (B670-732)                     | Do uso regulado das ideias da razão pura (670-96)                              | Do uso regulado das ideias da razão pura (670-96) | Do uso regulado das ideias da razão pura (670-96)                                               | Do uso regulado das ideias da razão pura (670-96)                                               | Do uso regulado das ideias da razão pura (670-96)                                               | Do uso regulado das ideias da razão pura (670-96)                                               | Do uso regulado das ideias da razão pura (670-96)                                               | Do uso regulado das ideias da razão pura (670-96)                                               |                                                                                                 |                                                         |
| I. Doutrina Transcendental dos Elementos (B31-732) | Parte Segunda. Lógica Transcendental (B74-349)                                                                                        | Apêndice à dialética transcendental (B670-732)                     | Do projeto final da dialética natural da razão humana (B697-732)               | |                                                                                                 |                                                                                                 |                                                                                                 |                                                                                                 |                                                                                                 |                                                                                                 |                                                                                                 |                                                         |
| II. Doutrina Transcendental do Método (B733-884)   | Introdução (B735-6) | Introdução (B735-6)                                                | Introdução (B735-6)                                                            | Introdução (B735-6) | Introdução (B735-6)                                                                             | Introdução (B735-6)                                                                             | Introdução (B735-6)                                                                             | Introdução (B735-6)                                                                             | Introdução (B735-6)                                                                             | Introdução (B735-6)                                                                             | Introdução (B735-6)                                                                             | Introdução (B735-6)                                     |
| II. Doutrina Transcendental do Método (B733-884)   | CAP. I. A disciplina da razão pura (B736-822)                                                                                         |                                                                    |                                                                                | |                                                                                                 |                                                                                                 |                                                                                                 |                                                                                                 |                                                                                                 |                                                                                                 |                                                                                                 |                                                         |
| II. Doutrina Transcendental do Método (B733-884)   | CAP. II. O cânone da razão pura (B823-59)                                                                                             |                                                                    |                                                                                | |                                                                                                 |                                                                                                 |                                                                                                 |                                                                                                 |                                                                                                 |                                                                                                 |                                                                                                 |                                                         |
| II. Doutrina Transcendental do Método (B733-884)   | CAP. III. A arquitetônica da razão pura (B860-79)                                                                                     |                                                                    |                                                                                | |                                                                                                 |                                                                                                 |                                                                                                 |                                                                                                 |                                                                                                 |                                                                                                 |                                                                                                 |                                                         |
| II. Doutrina Transcendental do Método (B733-884)   | CAP. IV. A história da razão pura (B880-4)                                                                                            |                                                                    |                                                                                | |                                                                                                 |                                                                                                 |                                                                                                 |                                                                                                 |                                                                                                 |                                                                                                 |                                                                                                 |                                                         |

## Traduções em português
Existem, em língua portuguesa, as seguintes traduções de Crítica da Razão Pura:
- KANT, Immanuel (1983). Crítica da razão pura. Col: Os pensadores. Tradução Valério Rohden e Udo Baldur Moosburger 2. ed. São Paulo: Abril Cultural. 421 páginas
- KANT, Immanuel (2001). Crítica da razão pura (PDF). Col: Textos clássicos. Tradução de Manuela Pinto dos Santos e Alexandre Fradique Morujão 5. ed. Lisboa: Fundação Calouste Gulbenkian. 680 páginas. ISBN 978-972-31-0623-7. OCLC 817980161. OL 26376206M. Consultado em 19 de setembro de 2017. Arquivado do original (PDF) em 16 de maio de 2015
- KANT, Immanuel (2013). Crítica da razão pura. Col: Pensamento humano. Tradução e notas de Fernando Costa Mattos 2. ed. Petrópolis: Vozes. 621 páginas. ISBN 978-85-326-4324-7. OCLC 889979846. OL 26379712M